# Sitio de Dunboy
El Sitio de Dunboy tuvo lugar en el Castillo de Dunboy entre el 5 y 18 de junio de 1602, Durante la Guerra de los Nueve Años en Irlanda fue una de las últimas batallas de la guerra. Un ejército inglés de 5.000 hombres, liderado por George Carew, asedió el castillo, que estaba defendido por una fuerza gaélico-irlandesa de 143 hombres leales aDonal Cam O'Sullivan Beare. Los ingleses tomaron el castillo después de once días y ahorcaron a la mayoría de los prisioneros capturados. Los ingleses también capturaron un fuerte cerca de Dursey Island.

## Trasfondo
El Castillo de Dunboy está cerca del pueblo de Castletownbere, en la Península de Beara en el suroeste de irlanda. Fue una Casa torré, construida para controlar y defender el puerto de Bearhaven, que fue una estructura de Donald O'Sullivan, un Celta líder y el jefe de Dunboy.
O'Sullivan formó parte de una alianza de líderes gaélicos que se levantaron en armas contra el gobierno inglés en Irlanda. Contó con el apoyo del rey Felipe III de España, quien envió una fuerza de invasión a Kinsale bajo el mando de Don Juan del Águila. Después de que Águila se rindiera ante el representante del gobierno inglés, Charles Blount, VIII barón de Mountjoy, en enero de 1602, O'Sullivan decidió continuar la lucha y reunió sus fuerzas en Dunboy.
O'Sullivan primero tuvo que recuperar su castillo, que estaba guarnecido por un pequeño grupo de tropas españolas bajo el mando del capitán Saavedra. En febrero, como parte de los términos de la rendición de Águila ante Mountjoy, Saavedra se estaba preparando para entregar el castillo a las fuerzas inglesas, cuando él y sus hombres fueron superados y desarmados por los O'Sullivan (quienes luego los liberaron para ser transportados de regreso a España). O'Sullivan conservó todas sus armas, artillería y municiones, y fortaleció inmediatamente el castillo en preparación para el inevitable asalto. Dejó una fuerza de 143 de sus mejores hombres para defender el castillo bajo el mando del capitán Richard MacGeoghegan y al cuidado del fraile Dominic Collins.
Los ingleses enviaron un ejército de entre 4.000 a 5.000, bajo el comando de George Carew, para capturar el castillo, Carew también obtuvo apoyo del Tudor navy (flota inglesa), pero antes de que el asedio se pusiera en marcha, el mismo O'Sullivan y la mayor parte de su ejército ya había marchado hacia otras fortalezas, en el norte de la costa de la península beara, para asegurar dinero y suministros que llegaron desde España

## El asedio

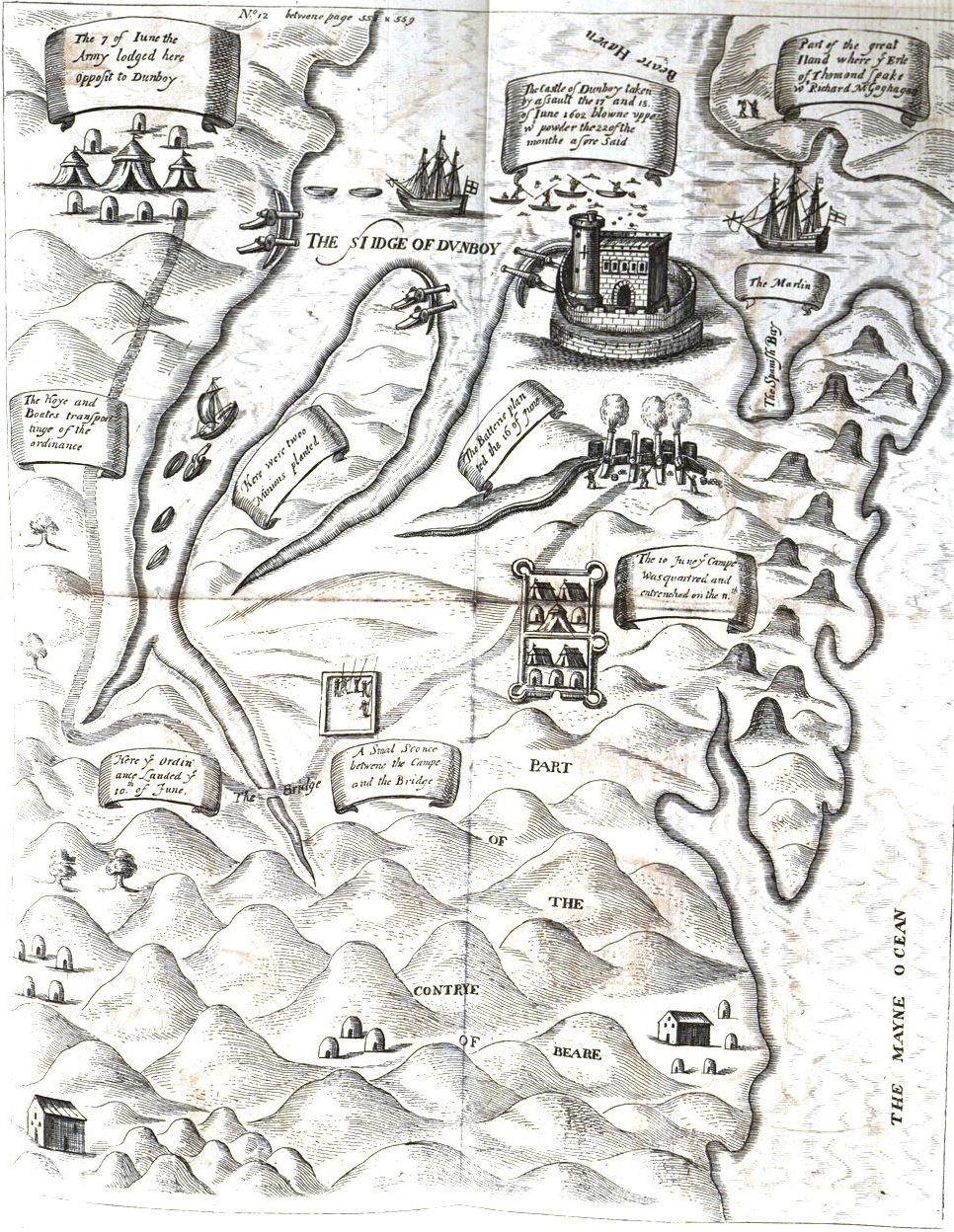
Mapa del asedio

Carew inicio a sitiar con un bombardeo de artillería desde tierra y mar. Uno de los primos de O'Sullivan, que se había aliado con Carew, Owen O'Sullivan de Carrignass, le informó al comandante inglés sobre un punto débil en las murallas del castillo, ubicado en una escalera. Los cañones fueron dirigidos hacia ese lugar y las murallas finalmente fueron derribadas. Para el décimo día, el castillo había quedado reducido a ruinas.
Richard MacGeoghegan, cuyo hijo Bryan había sido asesinado, envió un mensajero a Carew solicitando condiciones. Sin embargo, según las reglas de la guerra, se requería una rendición incondicional una vez que la batalla había comenzado. Carew respondió colgando al mensajero a la vista de los defensores. Conscientes de su destino si permanecían allí, algunos de los defensores nadaron hacia la cercana isla de Bere, donde fueron asesinados o capturados en el agua. Los defensores restantes repelieron otro asalto y se encerraron en la bodega del castillo mientras el sitio continuaba.
En el undécimo día, la bodega del castillo fue finalmente tomada en medio de feroces combates cuerpo a cuerpo. MacGeoghegan fue atacado por el capitán Power mientras intentaba encender los almacenes de pólvora y volar la bodega. Todos menos tres de los capturados durante el asalto final fueron ahorcados en la plaza del mercado en la cercana Castletown Berehaven: de los prisioneros restantes, dos fueron ejecutados por no proporcionar información, mientras que el fraile Dominic Collins fue interrogado por Carew, quien exigió que jurara obediencia al Juramento de Supremacía antes de ser ejecutado. Collins se negó y fue llevado a su ciudad natal de Youghal, donde fue ahorcado.
Durante el sitio de Dunboy, un destacamento inglés bajo el mando de Carew también asedió un fuerte controlado por los O'Sullivan en la cercana isla de Dursey. Según Philip O'Sullivan Beare, los 300 ocupantes del fuerte, incluidos mujeres y niños que se refugiaban allí, fueron asesinados por los hombres de Carew bajo sus órdenes, en lo que se conoció como la masacre de la isla de Dursey.

## Resultado

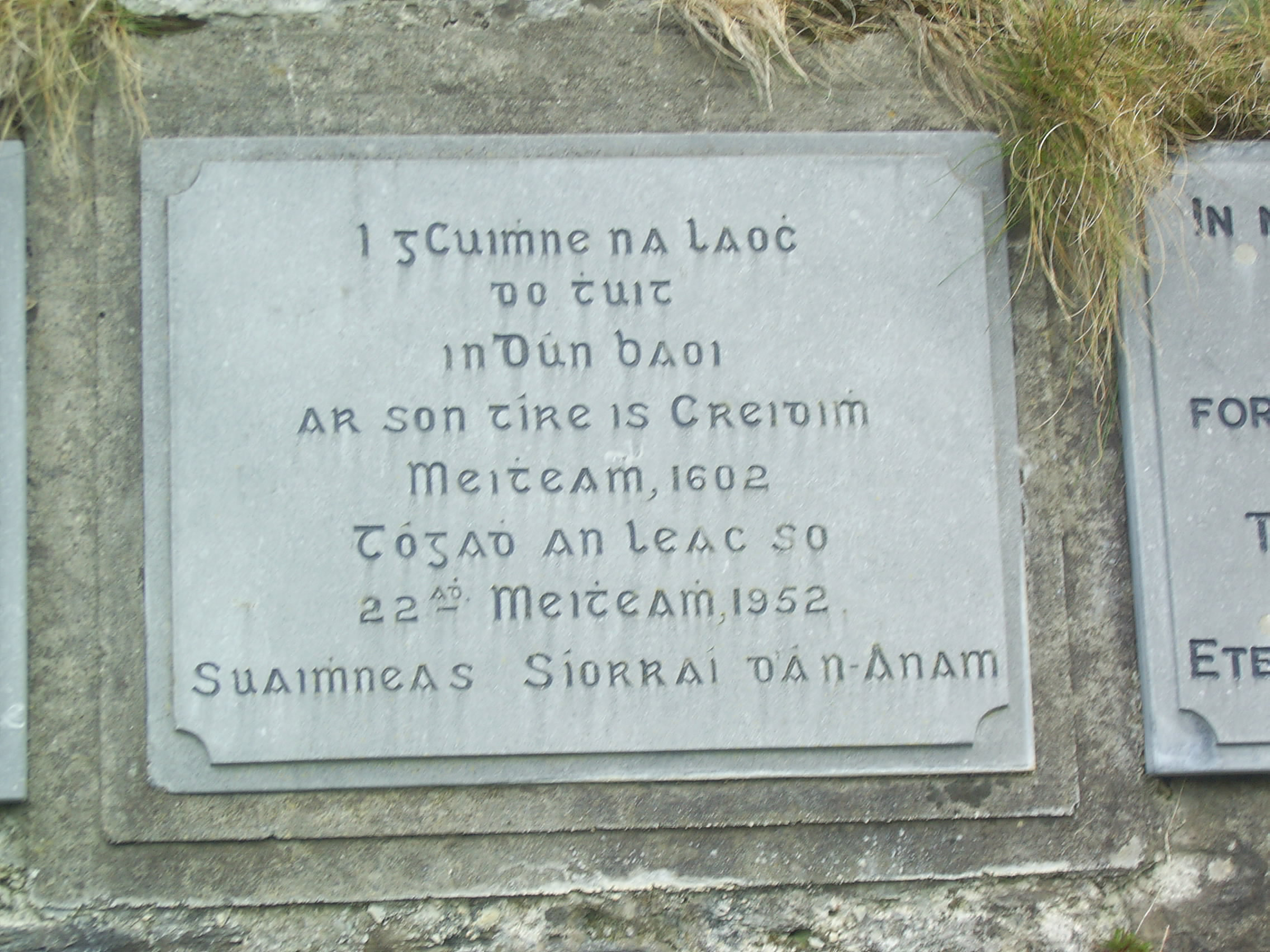
Placa conmemorativa

Después de la caída de Dunboy, O'Sullivan emprendió una campaña de guerra de guerrillas en la región, capturando al menos seis castillos. Frente a probabilidades abrumadoras y a la amenaza del hambre, inició una ardua marcha para unirse a sus aliados en el norte de Irlanda, acompañado por un grupo de 1000 hombres, mujeres y niños, en lo que se conoce como "La marcha de O'Sullivan".
El grupo de O'Sullivan se vio envuelto en varios conflictos a lo largo de su largo viaje. Al llegar al refugio del castillo de O'Rourke en "West Breifne", solo quedaban 35 personas, ya que muchas habían muerto en batallas o debido a la exposición y el hambre. Otros se establecieron a lo largo de la ruta, donde sus descendientes aún son conocidos hasta el día de hoy como "los Beres".
En "West Breifne", O'Sullivan buscó unirse con otros jefes del norte para luchar contra los ingleses y organizó una fuerza con este propósito, pero la resistencia terminó cuando Hugo O'Neill, conde de Tyrone, logró negociar la paz y juró lealtad a la corona inglesa. O'Sullivan rechazó esta opción y buscó el exilio en España, donde posteriormente fue asesinado.